# Pewien zwariowany rejs
Pewien zwariowany rejs (ang. One Crazy Cruise) – amerykański film komediowy z 2015 roku wyreżyserowany przez Michaela Grossmana oraz wyprodukowany przez wytwórnię Pacific Bay Entertainment. Główne role w filmach zagrali Kira Kosarin (z Grzmotomocnych), Benjamin Flores Jr. (z Nawiedzonych), Sydney Park (z Instant Mom) oraz Rio Mangini (z Belli i Buldogów).
Premiera filmu odbyła się w Stanach Zjednoczonych 19 czerwca 2015 na amerykańskim Nickelodeon. W Polsce film odbył się 3 października 2015 na antenie Nickelodeon Polska.

## Fabuła
Film opisuje historię rodziny Jensen-Bauerów – Ryana i Sophii oraz czwórki dzieci: Ellie, Nate’a, Piper i Camerona, którzy wybierają się w podróz w rejs statkiem, który jest zwyczajną morską podróżą. Następnego ranka Jensen-Bauerowie odkrywają, że nic nie pamiętają i co robili ostatniej nocy. Ellie i reszta postanawiają rozwikłać tajemniczą zagadkę.

## Obsada
- Kira Kosarin jako Ellie Jensen-Bauer
- Benjamin Flores Jr. jako Nate Jensen-Bauer
- Sydney Park jako Piper Jensen-Bauer
- Rio Mangini jako Cameron Jensen-Bauer
- Burkely Duffield jako Waiter
- Sedona James jako Melina (wymieniona jako Sedona Cohen)
- Ken Tremblett jako Ryan Bauer
- Karen Holness jako Sophia Jensen
- Barclay Hope jako pan Bragg
- Patricia Drake jako Hoss

## Wersja polska
Wersja polska: na zlecenie Nickelodeon Polska – Master Film

Wystąpili:
- Martyna Kowalik – Ellie Jensen-Bauer
- Michał Mostowiec – Nate Jensen-Bauer
- Agnieszka Mrozińska-Jaszczuk – Piper Jensen-Bauer
- Marek Moryc – Cameron Jensen-Bauer
- Rafał Fudalej – klaun Wąsonóg/Zdumiewający Paul
- Kamil Kula – Sean
- Katarzyna Kozak – Szefowa Ochrony Pokładowej (SZOP)
- Mateusz Rusin – Cody Simpson
- Miłogost Reczek
- Karol Osentowski
- Grzegorz Pawlak
- Mateusz Lewandowski
- Mirosława Krajewska
- Kinga Tabor

Lektor: Paweł Bukrewicz